# Leptopelis broadleyi
Leptopelis broadleyi là một loài ếch thuộc họ Hyperoliidae.
Loài này có ở Malawi, Mozambique, và Zimbabwe.
Môi trường sống tự nhiên của chúng là xavan ẩm, vườn nông thôn, và rừng trước đây suy thoái nghiêm trọng.